# Чхартишвили, Гурам Семёнович
 Гурам Семёнович Чхартишвили  (21 августа 1931 — 10 января 2018) — доктор технических наук, профессор, заведующий кафедрой вычислительной техники (ВТ) Московского энергетического института (1982—1996).

## Биография
Гурам Семенович Чхартишвили родился 21 августа 1931 года. В 1949 году с золотой медалью окончил среднюю школу № 43 в Грузии и собирался поступать в военно-инженерную академию в Москве, однако по рекомендации профессора Льва Григорьевича Ломизе, выпускника МЭИ по специальности «электронные приборы», поступил в Московский энергетический институт на факультет электровакуумных приборов (ЭВПФ). Вся его дальнейшая учёба и работа жизнь была связана с МЭИ.
После окончания института Гурам Семенович Чхартишвили учился в аспирантуре, работал преподавателем на кафедре управления и информатики, которая впоследствии вошла в состав Института автоматики и вычислительной техники МЭИ (АВТИ). Защитил кандидатскую и в 1989 году — докторскую диссертации на тему: «Разработка и внедрение методов и средств автоматизации моделирования динамических систем». Получил ученую степень доктора технических наук, профессор. С 1982 по 1996 год работал в должности заведующего кафедрой вычислительной техники (ВТ) Московского энергетического института.
Область научных интересов: вопросы моделирования динамических систем, системы автоматизации проектирования, разработка инструментальных средств автоматизации этого моделирования, имитационное моделирование динамических систем. Под руководством Г. С. Чхартишвили на кафедре были созданы инструментальных средства для моделирования динамических систем, которые нашли применение в других вузах России, Грузии и Казахстана, разработаны языки моделирования и программных средств, разработан упрощенный компьютерный язык моделирования, который не требовал углубленного знания программирования на высоком уровне, что позволяло специалистам широко профиля решать задачи моделирования.
Под руководством Гурама Семеновича Чхартишвили в институте было подготовлено и защищено пятнадцать кандидатских диссертаций (Масалёва И. Б. и др.).

## Награды и звания
- Лауреат премии МЭИ «Почет и признание 2005»

## Труды
- Автоматизированное моделирование линейных динамических систем : метод. пособие по курсу «Моделирование» для студентов, обучающихся по направлению «Информатика и вычисл. техника» / Г. С. Чхартишвили, О. И. Артюхов ; М-во образования и науки Р. Ф., Моск. энергет. ин-т (Техн. ун-т). — М. : Изд-во МЭИ, 2004 (Тип. ЦНИИ Электроника). — 16 с.
- Методические указания к лабораторным занятиям по курсу «Основы построения САПР». Автоматизированная подготовка данных на базе текстового редактора WinWord 6.0 и графического редактора PaintBrush. (в соавторстве) М. :Изд-во МЭИ. 1999. 24с.
- Методические указания к лабораторным занятиям по курсу «Основы построения САПР». Автоматизированная подготовка данных на базе текстового редактора WinWord 6.0 и графического редактора PaintBrush. (в соавторстве) М.: Изд-во МЭИ. 1999. 24с.
- Комплексная программа моделирования линейных динамических систем. Метод. указ. по курсу «Моделирование». (в соавторстве) М.: Изд. МЭИ. 1997. 16 стр.
- Инструментальное средство автоматизации моделирования и проектирования динамических систем/ Метод.указ. по курсам «Основы построения САПР» и «Моделирование». (в соавторстве) М.: Изд. МЭИ. 1997. 38 стр.
- Инструментальное средство для цифрового моделирования динамических систем // Современные технологии в задачах управления, автоматики и обработки информации: (в соавторстве). Сб. тр. VIII междунар. науч.-техн. семинара,- М.: МАИ, 1999.-С. 365—367.
- Разработка и внедрение методов и средств автоматизации моделирования динамических систем : Дис… д-ра техн. наук в форме научного доклада: 05.13.01 / Московский энергетический ин-т. — М., 1989. — 42с.